# ETFDH
ETFDH (англ. Electron transfer flavoprotein dehydrogenase) – білок, який кодується однойменним геном, розташованим у людей на короткому плечі 4-ї хромосоми.  Довжина поліпептидного ланцюга білка становить 617 амінокислот, а молекулярна маса — 68 495.
| 10         |  | 20         |  | 30         |  | 40         |  | 50         |
| ---------- |  | ---------- |  | ---------- |  | ---------- |  | ---------- |
| MLVPLAKLSC |  | LAYQCFHALK |  | IKKNYLPLCA |  | TRWSSTSTVP |  | RITTHYTIYP |
| RDKDKRWEGV |  | NMERFAEEAD |  | VVIVGAGPAG |  | LSAAVRLKQL |  | AVAHEKDIRV |
| CLVEKAAQIG |  | AHTLSGACLD |  | PGAFKELFPD |  | WKEKGAPLNT |  | PVTEDRFGIL |
| TEKYRIPVPI |  | LPGLPMNNHG |  | NYIVRLGHLV |  | SWMGEQAEAL |  | GVEVYPGYAA |
| AEVLFHDDGS |  | VKGIATNDVG |  | IQKDGAPKAT |  | FERGLELHAK |  | VTIFAEGCHG |
| HLAKQLYKKF |  | DLRANCEPQT |  | YGIGLKELWV |  | IDEKNWKPGR |  | VDHTVGWPLD |
| RHTYGGSFLY |  | HLNEGEPLVA |  | LGLVVGLDYQ |  | NPYLSPFREF |  | QRWKHHPSIR |
| PTLEGGKRIA |  | YGARALNEGG |  | FQSIPKLTFP |  | GGLLIGCSPG |  | FMNVPKIKGT |
| HTAMKSGILA |  | AESIFNQLTS |  | ENLQSKTIGL |  | HVTEYEDNLK |  | NSWVWKELYS |
| VRNIRPSCHG |  | VLGVYGGMIY |  | TGIFYWILRG |  | MEPWTLKHKG |  | SDFERLKPAK |
| DCTPIEYPKP |  | DGQISFDLLS |  | SVALSGTNHE |  | HDQPAHLTLR |  | DDSIPVNRNL |
| SIYDGPEQRF |  | CPAGVYEFVP |  | VEQGDGFRLQ |  | INAQNCVHCK |  | TCDIKDPSQN |
| INWVVPEGGG |  | GPAYNGM    |  |            |  |            |  |            |

A: Аланін

C: Цистеїн

D: Аспарагінова кислота

E: Глутамінова кислота

F: Фенілаланін

G: Гліцин

H: Гістидин

I: Ізолейцин

K: Лізин

L: Лейцин

M: Метіонін

N: Аспарагін

P: Пролін

Q: Глутамін

R: Аргінін

S: Серин

T: Треонін

V: Валін

W: Триптофан

Кодований геном білок за функціями належить до оксидоредуктаз, фосфопротеїнів. 
Задіяний у таких біологічних процесах як транспорт, транспорт електронів, поліморфізм, ацетиляція, альтернативний сплайсинг. 
Білок має сайт для зв'язування з іонами металів, іоном заліза, ФАД, флавопротеїном, групою 4fe-4s, залізо-сірчаною групою, убіхіноном. 
Локалізований у мембрані, мітохондрії, внутрішній мембрані мітохондрії.